# Catafimbria boliviana
Catafimbria boliviana är en skalbaggsart som först beskrevs av Belon 1896.  Catafimbria boliviana ingår i släktet Catafimbria och familjen långhorningar. Inga underarter finns listade.